# Gordon Jones
Gordon Jones (5 de abril de 1911-20 de junio de 1963) fue un actor teatral, cinematográfico y televisivo de nacionalidad estadounidense. Actor de carácter y miembro informal de la compañía de intérpretes de John Wayne, es conocido por encarnar a la némesis televisiva de Lou Costello, "Mike the Cop", y por interpretar al El Avispón Verde en los dos primeros seriales cinematográficos basados en el personaje del programa radiofónico.

## Biografía
Su nombre completo era Gordon Wynnivo Jones, y nació en Alden, Iowa. Jones fue estudiante y estrella del fútbol americano en la Universidad de California en Los Ángeles, llegando a jugar unas pocas temporadas como profesional. 
Inició su carrera artística con pequeños papeles en la película de Wesley Ruggles y Ernest B. Schoedsack The Monkey's Paw (1933), y en la de Sidney Lanfield Red Salute (1935), siendo contratado en 1937 por RKO Pictures. Tras trabajar en The Green Hornet, Jones actuó en My Sister Eileen (1942) y Flying Tigers (1943), un film de acción bélica de John Wayne entre los más populares de aquella época. Con esta película inició una asociación de 20 años de duración con Wayne, que también había sido jugador de fútbol de la Universidad del Sur de California.
Rodadas las anteriores producciones, Jones sirvió en la Guerra, permaneciendo asociado con el servicio tras finalizar la misma, y estimulando a los estudiantes para ingresar en el Reserve Officers’ Training Corps (ROTC). Retomando su carrera a finales de los años 1940, Jones hizo destacados papeles en las películas de John Wayne Big Jim McLain (1952) y Island in the Sky (1953). 
En esa época, y debido al paso de los años, Jones hubo de empezar a interpretar papeles como actor de carácter. Así, desarrolló un papel de villano cómico que encajaba con el trabajo de Bud Abbott y Lou Costello. Su asociación con la pareja se inició en The Wistful Widow of Wagon Gap (1947), continuando en la serie televisiva de los años 1950 The Abbott and Costello Show, la cual se emitió durante dos temporadas. En el show, Jones encarnaba a "Mike the Cop", el antagonista de Costello. 
Jones continuo con su trabajo cinematográfico, actuando en películas como la cinta de ciencia ficción The Monster That Challenged the World o la comedia de Tony Curtis y Janet Leigh Vacaciones sin novia, a la vez que participaba en producciones televisivas como The Real McCoys o The Rifleman. Jones hizo también dos películas de gran éxito de Disney a principios de los años 1960, Un sabio en las nubes y Son of Flubber. Además, protagonizó con Mitzi Green y Virginia Gibson la sitcom So This Is Hollywood (1955), y tuvo el papel recurrente de Butch Barton en los inicios de The Adventures of Ozzie and Harriet
Gordon Jones volvió a formar parte de la compañía de John Wayne en 1963, interpretando a Douglas, el burócrata antagonista de G. W. McLintock en el western McLintock!. Jones falleció en Tarzana, California, el 12 de junio de ese año, cinco meses antes del estreno de la cinta, a causa de un infarto agudo de miocardio. Fue enterrado en el Cementerio Forest Lawn Memorial Park de Glendale (California).
A Jones se le concedió una estrella en el Paseo de la Fama de Hollywood, en el 1623 de Vine Street, por su trabajo televisivo.

## Selección de su filmografía

### Cine
- 1931 : Three Rogues, de Benjamin Stoloff
- 1932 : Wild Girl, de Raoul Walsh
- 1933 : The Monkey's Paw, de Wesley Ruggles y Ernest B. Schoedsack
- 1935 : Red Salute, de Sidney Lanfield
- 1935 : Let 'em Have It, de Sam Wood
- 1936 : Strike Me Pink, de Norman Taurog
- 1937 : Sea Devils, de Benjamin Stoloff
- 1938 : Rich Man, Poor Girl, de Reinhold Schünzel
- 1938 : Out West with the Hardys, de George B. Seitz
- 1939 : Long Shot, de Charles Lamont
- 1939 : Invitation to Happiness, de Wesley Ruggles
- 1939 : Disputed Passage, de Frank Borzage
- 1939 : When Tomorrow Comes, de John M. Stahl
- 1940 : Up in the Air, de Howard Bretherton
- 1940 : The Doctor Takes a Wife, de Alexander Hall
- 1940 : The Green Hornet, de Ford Beebe y Ray Taylor (serial)
- 1940 : I Take This Oath, de Sam Newfield
- 1941 : The Feminine Touch, de W. S. Van Dyke
- 1941 : You Belong to Me, de Wesley Ruggles
- 1941 : The Blonde from Singapore, de Edward Dmytryk
- 1942 : Mi hermana Elena, de Alexander Hall
- 1942 : Flying Tigers, de David Miller
- 1942 : They All Kissed the Bride, de Alexander Hall
- 1944 : Youth Runs Wild, de Mark Robson
- 1947 : The Secret Life of Walter Mitty, de Norman Z. McLeod
- 1947 : The Wistful Widow of Wagon Gap, de Charles Barton
- 1947 : Whispering City, de  Fedor Ozep
- 1948 : Sons of Adventure, de Yakima Canutt
- 1948 : A Foreign Affair, de Billy Wilder
- 1949 : Easy Living, de Jacques Tourneur
- 1949 : Tokyo Joe, de Stuart Heisler
- 1949 : Take Me Out to the Ball Game, de Busby Berkeley
- 1949 : Black Midnight, de Budd Boetticher
- 1949 : Dear Wife, de Richard Haydn
- 1950 : Belle of Old Mexico, de R. G. Springsteen
- 1951 : Spoilers of the Plains, de William Witney
- 1952 : Sound Off, de Richard Quine
- 1952 : Big Jim McLain, de Edward Ludwig
- 1952 : Wagon Team, de George Archainbaud
- 1952 : Chica para matrimonio, de George Cukor
- 1952 : The Winning Team, de Lewis Seiler
- 1953 : Woman They Almost Lynched, de Allan Dwan
- 1953 : Island in the Sky, de William A. Wellman
- 1953 : Take the High Ground !, de Richard Brooks
- 1955 : Treasure of Ruby Hills, de Frank McDonald
- 1955 : Smoke Signal, de Jerry Hopper

- 1957 : The Monster That Challenged the World, de Arnold Laven
- 1957 : Shoot-Out at Medicine Bend, de Richard L. Bare
- 1958 : Vacaciones sin novia, de Blake Edwards
- 1958 : Live Fast, Die Young, de Paul Henreid
- 1959 : Battle Flame, de R. G. Springsteen
- 1959 : The Shaggy Dog, de Charles Barton
- 1959 : Battle of the Coral Sea, de Paul Wendkos
- 1959 : The Rise and Fall of Legs Diamond, de Budd Boetticher
- 1961 : Un sabio en las nubes, de Robert Stevenson
- 1963 : Son of Flubber, de Robert Stevenson
- 1963 : El gran McLintock, de Andrew V. McLaglen

### Televisión
- 1953 : Death Valley Days
  - Temporada 1, episodio 10: The Rival Hash House, de Stuart E. McGowan
- 1954 : Lassie
  - Temporada 1, episodio 15: The Fighter, de Sidney Salkow
- 1956 : Cheyenne
  - Temporada 1, episodio 15: The Last Train, de Richard L. Bare
- 1957 : Broken Arrow
  - Temporada 2, episodio 11: Smoke Signal, de Richard L. Bare
- 1957-1959 : Sugarfoot
  - Temporada 1, episodio 5: Trail's End (1957), de Leslie H. Martinson
  - Temporada 3, episodio 1: The Trial of the Canary Kid (1959)
- 1959 : Laramie
  - Temporada 1, episodio 1: Stage Stop, de Herschel Daugherty
- 1959-1961 : The Rifleman
  - Temporada 1, episodio 27: The Wrong Man (1959), de Arnold Laven
  - Temporada 3, episodio 31: Stopover (1961), de Budd Boetticher
- 1959-1962 : Maverick
  - Temporada 3, episodio 7: Full House (1959)
  - Temporada 5, episodio 11: The Troubled Hair (1962), de Sidney Salkow
- 1960 : The Many Loves of Dobie Gillis
  - Temporada 1, episodio 29: The Big Sandwich, de Rod Amateau
- 1961 : Perry Mason
  - Temporada 4, episodio 18: The Case of the Angry Dead Man
- 1961 : Dennis the Menace
  - Temporada 3, episodio 9: Mr. Wilson's Inheritance, de Charles Barton
- 1962 : Ripcord
  - Temporada 2, episodio 2: Among Those Missing
- 1963 : The Lucy Show
  - Temporada 2, episodio 6: Lucy Goes Duck Hunting, de Jack Donohue

## Teatro
- 1940 : Quiet, Please !, de F. Hugh Herbert y Hans Kraly, con Fred Niblo, Donald Woods y Jane Wyatt
- 1940-1943 : My Sister Eileen, de Joseph Fields y Jerome Chodorov, escenografía de George S. Kaufman, con Shirley Booth, Morris Carnovsky y Richard Quine